# Paolo Petroni
Paolo Petroni (Firenze, 25 agosto 1942) è uno scrittore italiano.

## Biografia
Nato a Firenze il 25 agosto 1942, è laureato in Economia e Commercio. Oltre alla sua attività di esperto di Marketing, si è dedicato alla ricerca e alla riscoperta della cucina, in particolare in Toscana.

### Libri
Ha pubblicato alcuni libri , come:
- il libro della vera Cucina Fiorentina
- il libro della vera Cucina Marinara
- il libro della vera Cucina Emiliana
- il grande libro della vera Cucina Toscana
- il libro dei primi piatti

### Incarichi
È stato Delegato di Firenze dell'Accademia italiana della cucina ed è Presidente della Accademia italiana della cucina.